# Victoria Guerra
Victoria Deborah de Sousa Lark Guerra (Loulé, 16 april 1989) is een Portugees actrice en model.

## Biografie
Victoria Deborah de Sousa Lark Guerra werd in 1989 geboren in Loulé, Faro als kind van een Engelse moeder en een Portugese vader. Vanaf vijftienjarige leeftijd studeerde ze in Lissabon in een door de nonnen bestuurde private school om vervolgens journalistiek te studeren. Samen met een vriendin ging ze naar een casting voor de Portugese succesvolle televisieserie Morangos com Açúcar. Toen ze hiervoor de rol aangeboden kreeg, besloot ze te kiezen voor een carrière als actrice. Sindsdien acteerde ze in meerdere televisieseries en nationale en internationale films. In 2012 verscheen Guerra op de cover van het Amerikaanse magazine GQ.
In 2013 won Guerra de Globo de Ouro (Portugese Golden Globe) als revelatie van het jaar (Revelação do ano) en in 2016 won ze zowel de Prémios Sophia als de Globo de Ouro voor beste actrice voor haar rol van Cristina in de Portugese film Amor Impossível.

## Filmografie

### Films
- 2017: Wilde Wedding – Saffron
- 2016: Refrigerantes e Canções de Amor - Susana/ Dinossaura cor-de-rosa
- 2016: À jamais - Marie
- 2015: Cosmos - Lena
- 2015: Amor Impossível - Cristina
- 2014: Casanova Variations - Sophie
- 2013: Real Playing Game
- 2012: Linhas de Wellington – Clarissa
- 2011: Yakun (korte film)
- 2011: Catarina e os Outros (korte film)

### Televisie
- 2016-2017: Amor Maior - Diana Almeida
- 2013: Sol de Inverno (televisieserie) - Matilde
- 2013: Odisseia (televisieserie) - Nastasha Kinski
- 2012–2013: Dancin´ Days (televisieserie) - Vera Dias
- 2012: As Linhas de Torres Vedras (miniserie) - Clarissa
- 2012: Videovigilância (tv-film) - Verónica
- 2012: O Outro Lado da Mentira (tv-film) - Rita
- 2010–2011: Mar de Paixão (televisieserie) - Elsa Tavares
- 2008–2009: Flor do Mar (televisieserie) - Olívia Neto
- 2007–2008: Fascínios (televisieserie) - Emilinha Amaral
- 2006–2007: Morangos com Açúcar (televisieserie) - Rute Baleizão

### Theater
- 2014: 8 Mulheres
- 2011: Birthday - Misha

## Prijzen en nominaties
De belangrijkste:
| Jaar | Prijs          | Categorie              | Film             | Uitslag  |
| ---- | -------------- | ---------------------- | ---------------- | -------- |
| 2016 | Prémios Sophia | Melhor Atriz           | Amor Impossível  | Gewonnen |
| 2016 | Globo de Ouro  | Melhor Atriz de Cinema | Amor Impossível  | Gewonnen |
| 2013 | Globo de Ouro  | Revelação do ano       | Revelação do ano | Gewonnen |